# ベコジ
ベコジ (Bekoji アムハラ語: በቆጂ) はエチオピア中部オロミア州アルシ県にある町。
北緯7度35分東経39度10分、海抜2810mに位置する。
ルミナ・ビルビロ・ウォレダの中心地。
町はランガノ湖の東56km、アセラの南50kmに位置し、イタリア植民地時代に建設されたゴバへ通じる全天候型道路沿いにある。
道路は2013年時点で、アセラからドドラを経由しゴバまでの全区間が舗装されている。
地元のランドマークはベコジの東にあるリエム・マリヤム教会 (Church of Liemu Maryam) である 。
またベコジは多くの陸上競技選手の出身地として知られている。
デラルツ・ツル、ケネニサ・ベケレ、ティルネシュ・ディババ、ティキ・ゲラナらがこの町で生まれた。
ベコジの若い陸上競技選手たちが2012年のドキュメンタリー映画 Town of Runners に取り上げられた。

## 人口
- 1994年10月11日：9367人
- 2007年5月28日：1万7741人
- 2015年7月1日：2万6100人[2]